# Sloyd
Sloyd é um sistema educacional baseado em artesanato iniciado por Uno Cygnaeus na Finlândia em 1865. O termo deriva de sueco slöjd, que significa trabalho manual, especialmente quando se trata de fazer objetos de madeira, papel, metal ou tecido.
No sistema Sloyd, os alunos aprendem serralheria, técnicas de fabricação, como escolher peças de madeira na floresta, quais cuidados tomar ao trabalhar com materiais e, finalmente, a necessidade de colaborar para realizar tarefas. O objeto fabricado não é o foco, a ação de fabricação é formativa e serve para desenvolver o caráter do aluno, estimulando suas qualidades de colaboração, pragmatismo e criatividade. O propósito educacional de Sloyd era formativo, pois se pensava que os benefícios do artesanato na educação geral construíam o caráter da criança, incentivando o comportamento moral, maior inteligência e diligência.
Este sistema educacional foi refinado e promovido em todo o mundo, tendo sido adotado, por exemplo, nos Estados Unidos até o início do Século XX. Além dos Estados Unidos, alguns dos países em que o sloyd foi introduzido com sucesso foram Reino Unido, Japão, Brasil, Argentina, Cuba e muitos outros. Ainda é ensinado como disciplina obrigatória nas escolas finlandesas, dinamarquesas, suecas e norueguesas.